# گسترنده

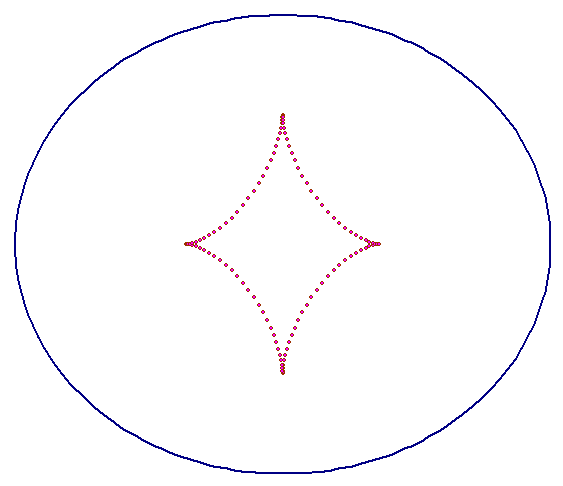
منحنی آبی‌رنگ یک بیضی است. نقاط قرمز نشان‌دهنده خط سیر مراکز مختلف انحنای محلی هستند. این نقاط قرمز در کنار هم گسترندهٔ بیضی را تشکیل می‌دهند.

در هندسه مسطح، گُستَرَندهٔ یا اولوت (انگلیسی: Evolute) یک منحنی هموار، مکان هندسی (مجموعه) تمام مراکز انحنای محلی آن منحنی است.
اگر C یک منحنی هموار با شعاع انحنای غیر صفر و متناهی باشد و E گسترنده C باشد، آنگاه C یک گستران از E است. برعکس، گسترندهٔ یک گستران، منحنی اصلی است.

## مقادیر حدی
اگر شعاع انحنای C به یک حداقل یا حداکثر محلی معمولی برسد، گسترنده C یک نقطه تکین دارد که به شکل یک تیزه دیده می‌شود.
اگر C یک منحنی بسته محدب هموار با شعاع انحنای متناهی در همه جا باشد (به ویژه، بدون بخش‌های مستقیم)، و p نقطه‌ای از صفحه باشد که روی گسترنده C قرار ندارد، آنگاه فاصله C تا p دارای تعداد محدودی کمینه محلی است، و این تعداد برابر است با یک به اضافه (مقدار مطلق) عدد پیچش گسترنده C در اطراف p.

## مثال
در شکل بیضی بالا، شعاع انحنا به چهار فرینه (اکسترمم) محلی می‌رسد، هر بار در نقاط تقاطع با محورها؛ بنابراین، چهار نقطه تکین روی گسترنده وجود دارد که در شکل به صورت برآمدگی‌های تیز قابل مشاهده است. نقاط صفحه که در داخل گسترنده قرار دارند، دارای دو کمینه محلی برای فاصله تا بیضی هستند. نقاطی که خارج از گسترنده قرار دارند، تنها یک چنین کمینه محلی دارند. گسترنده سهمی، سهمی نیمه‌مکعبی است.

## توضیحات بیشتر

گسترنده یک منحنی (در این مورد، یک بیضی) پوشش دهنده خطوط نرمال آن است.

گسترنده یک منحنی (سهمی آبی رنگ) مکان هندسی تمام مراکز انحنای آن است (قرمز).

در هندسه دیفرانسیل منحنی‌ها، گسترنده یک منحنی، مکان هندسی همه مراکز انحنای آن است. به عبارت دیگر، هنگامی که مرکز انحنای هر نقطه روی منحنی رسم شود، شکل حاصل گسترنده آن منحنی خواهد بود؛ بنابراین، گسترنده یک دایره یک نقطه واحد در مرکز آن است. به‌طور معادل، یک گسترنده منحنی محاطی عمودهای یک منحنی است.
گسترنده یک منحنی، یک رویه، یا به‌طور کلی یک زیرخمینه، خط سیر (caustic) نگاشت نرمال است. فرض کنید M یک زیرخمینه هموار و منظم در Rn باشد. برای هر نقطه p در M و هر بردار v که در p قرار دارد و بر M عمود است، نقطه p + v را به آن مرتبط می‌کنیم. این یک نگاشت لاگرانژی را تعریف می‌کند که نگاشت نرمال نامیده می‌شود. خط سیر نگاشت نرمال، گسترنده M است.
گسترنده‌ها ارتباط نزدیکی با گستران‌ها دارند: یک منحنی گسترنده هر یک از گستران‌های خود است.

## تاریخچه
آپولونیوس (حدود ۲۰۰ میلادی) در کتاب V از کتاب خود «مقاطع مخروطی» به گسترنده‌ها پرداخت. با این حال، گاهی اوقات کریستیان هویگنس (۱۶۷۳) به عنوان اولین کسی که آنها را مطالعه کرد، شناخته می‌شود. هویگنس نظریه خود را در مورد گسترنده‌ها در حدود سال ۱۶۵۹ تدوین کرد تا به حل مشکل یافتن خم هم‌زمانی کمک کند، که به نوبه خود به او در ساخت یک آونگ هم‌زمان کمک کرد. این به این دلیل بود که منحنی تاتوکرون یک چرخ‌زاد است و چرخ‌زاد دارای ویژگی منحصر به فردی است که گسترنده آن نیز یک چرخ‌زاد است. در واقع، نظریه گسترنده‌ها به هویگنس اجازه داد تا به نتایج زیادی دست یابد که بعداً با استفاده از حساب دیفرانسیل و انتگرال به دست آمد.

## گسترنده یک منحنی پارامتری
اگر {\displaystyle {\vec {x}}={\vec {c}}(t),\;t\in [t_{1},t_{2}]} نمایش پارامتری یک منحنی در صفحه باشد که انحنای آن هیچ جا صفر نیست و {\displaystyle \rho (t)} شعاع انحنای آن و {\displaystyle {\vec {n}}(t)} نرمال واحد به سمت مرکز انحنا باشد، آنگاه
{\displaystyle {\vec {E}}(t)={\vec {c}}(t)+\rho (t){\vec {n}}(t)}
گسترنده منحنی داده شده را توصیف می‌کند.
برای {\displaystyle {\vec {c}}(t)=(x(t),y(t))^{\mathsf {T}}} and {\displaystyle {\vec {E}}=(X,Y)^{\mathsf {T}}} به دست می‌آید:
{\displaystyle X(t)=x(t)-{\frac {y'(t){\Big (}x'(t)^{2}+y'(t)^{2}{\Big )}}{x'(t)y''(t)-x''(t)y'(t)}}} and
{\displaystyle Y(t)=y(t)+{\frac {x'(t){\Big (}x'(t)^{2}+y'(t)^{2}{\Big )}}{x'(t)y''(t)-x''(t)y'(t)}}.}

## ویژگی‌های گسترنده

خط نرمال در نقطه P مماس بر مرکز انحنا C است.

برای به دست آوردن خواص یک منحنی منظم، استفاده از طول قوس {\displaystyle s} منحنی داده شده به عنوان پارامتر آن، به دلیل {\textstyle \left|{\vec {c}}'\right|=1} و {\textstyle {\vec {n}}'=-{\vec {c}}'/\rho } (به فرمول‌های فرنه-سره مراجعه کنید) مفید است. از این رو بردار مماس گسترنده {\textstyle {\vec {E}}={\vec {c}}+\rho {\vec {n}}} برابر است با:
{\displaystyle {\vec {E}}'={\vec {c}}'+\rho '{\vec {n}}+\rho {\vec {n}}'=\rho '{\vec {n}}\ .}
از این معادله می‌توان ویژگی‌های زیر را برای گسترنده به دست آورد:
- در نقاطی که {\displaystyle \rho '=0} است، گسترنده *منظم نیست*. به این معنی که: در نقاطی که دارای انحنای حداکثر یا حداقل هستند (رئوس منحنی داده شده)، گسترنده دارای *تیزه* است. (به نمودارهای گسترنده‌های سهمی، بیضی، دایره و گرده‌گون مراجعه کنید)
- برای هر کمانی از گسترنده که شامل تیزه‌ای نیست، طول کمان برابر است با تفاوت بین شعاع‌های انحنا در نقاط انتهایی آن. این واقعیت منجر به اثبات ساده‌ای از قضیه تیت-کنسر در مورد تو در تو بودن دایره‌های بوسان می‌شود.[۵]
- خطوط نرمال منحنی داده شده در نقاط با انحنای غیر صفر، مماس بر گسترنده هستند، و نرمال‌های منحنی در نقاط با انحنای صفر، مجانب گسترنده هستند. از این رو: گسترنده «پوشش دهنده خطوط نرمال» منحنی داده شده است.
- در بخش‌هایی از منحنی که {\displaystyle \rho '>0} یا {\displaystyle \rho '<0} است، منحنی یک «گستران» از گسترنده خود است. (در نمودار: سهمی آبی یک گستران از سهمی نیمه‌مکعبی قرمز است که در واقع گسترنده سهمی آبی است)

اثبات ویژگی آخر:
فرض کنید در بخش مورد نظر {\displaystyle \rho '>0} باشد. یک گستران از گسترنده را می‌توان به صورت زیر توصیف کرد:
{\displaystyle {\vec {C}}_{0}={\vec {E}}-{\frac {{\vec {E}}'}{\left|{\vec {E}}'\right|}}\left(\int _{0}^{s}\left|{\vec {E}}'(w)\right|\mathrm {d} w+l_{0}\right),}
که {\displaystyle l_{0}} یک گسترش ثابت نخ است (به گستران مراجعه کنید).

با {\displaystyle {\vec {E}}={\vec {c}}+\rho {\vec {n}}\;,\;{\vec {E}}'=\rho '{\vec {n}}} و {\displaystyle \rho '>0} به دست می‌آید
{\displaystyle {\vec {C}}_{0}={\vec {c}}+\rho {\vec {n}}-{\vec {n}}\left(\int _{0}^{s}\rho '(w)\;\mathrm {d} w\;+l_{0}\right)={\vec {c}}+(\rho (0)-l_{0})\;{\vec {n}}\,.}
این به این معنی است: برای گسترش نخ {\displaystyle l_{0}=\rho (0)}، منحنی داده شده بازتولید می‌شود.
- منحنی‌های موازی گسترنده یکسانی دارند.

اثبات: یک منحنی موازی با فاصله {\displaystyle d} از منحنی داده شده دارای نمایش پارامتری {\displaystyle {\vec {c}}_{d}={\vec {c}}+d{\vec {n}}} و شعاع انحنای {\displaystyle \rho _{d}=\rho -d} است (به منحنی موازی مراجعه کنید). از این رو گسترنده منحنی موازی برابر است با: {\displaystyle {\vec {E}}_{d}={\vec {c}}_{d}+\rho _{d}{\vec {n}}={\vec {c}}+d{\vec {n}}+(\rho -d){\vec {n}}={\vec {c}}+\rho {\vec {n}}={\vec {E}}\;.}

## مثال‌ها

### گسترنده یک سهمی
برای سهمی با نمایش پارامتری {\displaystyle (t,t^{2})} از فرمول‌های بالا معادلات زیر به دست می‌آیند:
{\displaystyle X=\cdots =-4t^{3}}
{\displaystyle Y=\cdots ={\frac {1}{2}}+3t^{2}\,,}
که یک سهمی نیمه‌مکعبی را توصیف می‌کند.

گسترنده (قرمز) یک بیضی

### گسترنده یک بیضی

چرخ‌زاد (آبی)، دایره بوسان آن (قرمز) و گسترنده آن (سبز).

برای بیضی با نمایش پارامتری {\displaystyle (a\cos t,b\sin t)} به دست می‌آید:
{\displaystyle X=\cdots ={\frac {a^{2}-b^{2}}{a}}\cos ^{3}t}
{\displaystyle Y=\cdots ={\frac {b^{2}-a^{2}}{b}}\sin ^{3}t\;.}
اینها معادلات یک ستاره‌گون نامتقارن هستند.
حذف پارامتر {\displaystyle t} منجر به نمایش ضمنی می‌شود
{\displaystyle (aX)^{\tfrac {2}{3}}+(bY)^{\tfrac {2}{3}}=(a^{2}-b^{2})^{\tfrac {2}{3}}\ .}

### گسترنده یک چرخ‌زاد
برای چرخ‌زاد با نمایش پارامتری {\displaystyle (r(t-\sin t),r(1-\cos t))}، گسترنده به صورت زیر خواهد بود:
{\displaystyle X=\cdots =r(t+\sin t)}
{\displaystyle Y=\cdots =r(\cos t-1)}
که یک کپی جابجا شده از خودش را توصیف می‌کند.

گسترنده گُرده‌گون (نفروئید) بزرگ (آبی)، گرده‌گون کوچک (قرمز) است.

### گسترنده منحنی‌های لگاریتمی-زیبایی‌شناختی
گسترنده یک  منحنی لگاریتمی-زیبایی‌شناختی، یک منحنی لگاریتمی-زیبایی‌شناختی دیگر است. یک نمونه از این رابطه این است که گسترنده یک مارپیچ اویلر یک مارپیچ با Cesàro equation {\displaystyle \kappa (s)=-s^{-3}} است.

## گسترنده‌های برخی از منحنی‌ها
گسترندهٔ
- یک سهمی یک سهمی نیمه‌مکعبی است (به بالا مراجعه کنید)،
- یک بیضی یک ستاره‌گون نامتقارن است (به بالا مراجعه کنید)،
- یک خط یک نقطه در بی‌نهایت است،
- یک گُرده‌گون، یک نفروئید (نصف اندازه، به نمودار مراجعه کنید) است،
- یک ستاره‌گون یک ستاره‌گون (دو برابر بزرگتر) است،
- یک دل‌گون یک دل‌گون (کاردیوئید) (یک سوم کوچکتر) است،
- یک دایره مرکز آن است،
- یک دلتاگون (دلتوئید) (سه برابر بزرگتر) است،
- یک چرخ‌زاد یک چرخ‌زاد همنهشت است،
- یک مارپیچ لگاریتمی همان مارپیچ لگاریتمی است،
- یک کشانده (تراکتریکس) یک زنجیره‌وار است.

## منحنی شعاعی
منحنی با تعریف مشابه، شعاعی یک منحنی داده شده است. برای هر نقطه روی منحنی، بردار از نقطه به مرکز انحنا را در نظر بگیرید و آن را طوری انتقال دهید که از مبدأ شروع شود. سپس به مکان هندسی نقاط انتهایی چنین بردارهایی، شعاعی منحنی گفته می‌شود. معادله شعاعی با حذف عبارات x و y از معادله گسترنده به دست می‌آید. این به صورت زیر است:
{\displaystyle (X,Y)=\left(-y'{\frac {{x'}^{2}+{y'}^{2}}{x'y''-x''y'}}\;,\;x'{\frac {{x'}^{2}+{y'}^{2}}{x'y''-x''y'}}\right).}